# T.Love (album)
T.Love  – album studyjny polskiego zespołu muzycznego T.Love. Wydawnictwo ukazało się 4 listopada 2016 roku nakładem wytwórni muzycznej Warner Music Poland.
Album dotarł do 5. miejsca polskiej listy przebojów – OLiS. Nagrania były promowane teledyskiem do utworu „Pielgrzym”.

## Lista utworów
Opracowano na podstawie materiału źródłowego.
| Nr  | Tytuł utworu                | Długość |
| --- | --------------------------- | ------- |
| 1.  | „Pielgrzym”                 | 4:02    |
| 2.  | „Bum Kassandra”             | 3:31    |
| 3.  | „Alkohol”                   | 3:04    |
| 4.  | „Siedem”                    | 3:11    |
| 5.  | „Blada”                     | 3:01    |
| 6.  | „Warszawa Gdańska”          | 5:09    |
| 7.  | „Niewierny patrzy na krzyż” | 4:35    |
| 8.  | „Marta Joanna od Aniołów”   | 3:39    |
| 9.  | „Moi rodzice”               | 3:51    |
| 10. | „Lubitz i Breivik”          | 3:30    |
| 11. | „Marsz”                     | 3:15    |
| 12. | „Ostatni gasi światło”      | 3:23    |
| 13. | „Kwartyrnik”                | 4:07    |
|     |                             | 48:18   |